# Edward Kofler
 (décembre 2020).
Si vous disposez d'ouvrages ou d'articles de référence ou si vous connaissez des sites web de qualité traitant du thème abordé ici, merci de compléter l'article en donnant les références utiles à sa vérifiabilité et en les liant à la section « Notes et références ».
 (janvier 2012).
 (mars 2013).
Pour les articles homonymes, voir Kofler.
Edward Kofler (16 novembre 1911 - 22 avril 2007) est un mathématicien et professeur de mathématiques polonais-suisse. Il a apporté d'importantes contributions à la théorie des jeux et la logique floue grâce à l'élaboration de la théorie de l'information partielle linéaire (LPI).

## Biographie
Edward Kofler est né le 16 novembre 1911 en Russie à Brzezany (actuelle Berejany, en Ukraine). Disciple de Hugo Steinhaus et Stefan Banach, il étudie à l'université de Lwów en Pologne (aujourd'hui en Ukraine) et à l'université Jagellonne de Cracovie en Pologne après avoir étudié la théorie des jeux. 
Après l'obtention de son diplôme en 1939, Edward Kofler s'installe avec sa famille à Kolomyia (aujourd'hui en Ukraine, et alors annexée par l'Union soviétique), où il enseigne les mathématiques dans un lycée polonais. Après l'attaque allemande sur la ville le 1er juillet 1941, il se réfugie avec sa femme au Kazakhstan soviétique, à Alma-Ata, où il gère une école et un orphelinat accueillant des Polonais en exil. Il continue d'y donner des cours de mathématiques.
Après la seconde Guerre mondiale, Edward et sa famille se réinstallent en Pologne. 
À partir de 1959, il accepte le poste de professeur associé à la Faculté d'économie de l'université de Varsovie. En 1962, il obtient un doctorat en défendant une thèse intitulée « Décisions économiques avec la théorie des jeux ». Durant la même année, il devient professeur à la Faculté de Sciences Sociales de la même université, et se spécialise en économétrie. En 1969, il émigre à Zurich, en Suisse, où il est employé à l'Institut de recherche empirique en économie, à l'université de Zurich et Conseiller scientifique au Fonds National Suisse (Schweizerische Nationalfonds zur Förderung der Forschung). En 1970, Kofler développe sa théorie des Informations Partielles Linéaire (LPI) permettant de qualifier que des décisions soient prises sur la base de la logique floue ou incomplète ou d'information a priori floue.
Kofler a été professeur invité à l'Université de Saint-Pétersbourg (anciennement Leningrad, Russie), l'université de Heidelberg (Allemagne), l'université McMaster (Hamilton, Ontario, Canada)) l'université de Leeds (Angleterre). Il a collaboré avec de nombreux spécialistes bien connus dans la théorie de l'information, comme Oskar Lange en Pologne, Nicolai Vorobiev en Union soviétique, Günter Menges en Allemagne, et Heidi Schelbert et Peter Zweifel à Zurich en Suisse.
Il est mort à Zurich le 22 avril 2007.